# ヘンリー・パジェット (第4代アングルシー侯爵)

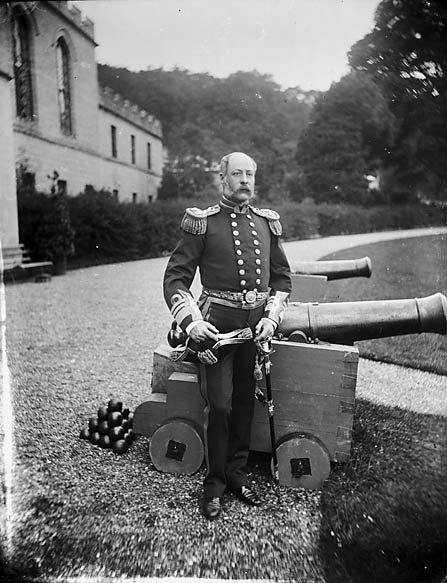
ジョン・トマスによる肖像写真、1885年ごろ。

第4代アングルシー侯爵ヘンリー・パジェット（英語: Henry Paget, 4th Marquess of Anglesey、1835年12月25日 – 1898年10月13日）は、イギリスの貴族。

## 生涯

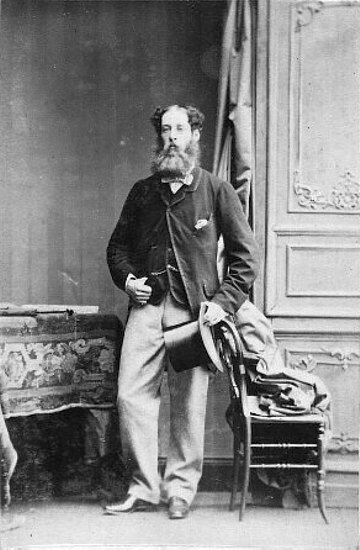
カミーユ・シルヴィによる肖像写真、1861年。

第2代アングルシー侯爵ヘンリー・パジェット（1797年7月6日 – 1869年2月6日）と2人目の妻ヘンリエッタ・マリア（Henrietta Maria、旧姓バゴット（Bagot）、1815年9月 – 1844年3月22日、サー・チャールズ・バゴットの娘）の息子として、1835年12月25日に生まれた。
1857年3月20日、スタッフォードシャー・ヨーマンリー連隊のコルネット（少尉）に任命された。1859年10月11日に大尉に、1874年10月3日に少佐に昇進した。その後、名誉中佐への昇進を経て、1884年6月15日に正式に中佐に昇進した。さらに名誉隊長（大佐）に昇進するが、1886年12月29日に引退、1887年3月5日に改めて名誉隊長に任命された。1873年5月4日、スタッフォードシャーの副統監に任命された。
1880年1月30日に異母兄ヘンリー・ウィリアム・ジョージが死去すると、アングルシー侯爵位を継承した。
1883年時点でスタッフォードシャーに17,500エーカーの、アングルシーに約10,000エーカーの、ダービーシャーに約1,500エーカーの、ドーセットに約1,000エーカーの領地を所有し、合計で年収約110,000ポンド相当だった。
1883年10月10日にRoyal Naval Artillery Volunteersリヴァプール旅団の名誉大尉に任命され、1886年12月24日に指揮官（Lieutenant Commanding）に任命された。
1885年7月28日、北ウェールズ海軍次官およびカーマーゼン海軍次官に任命された。1891年5月13日、Rifle Volunteer Corpsの名誉隊長に任命された。ほかにもロイヤル・ウェルシュ・フュジリアーズの志願兵第2大隊の名誉隊長を務め、1897年5月26日に第3大隊の名誉隊長に転じた。1896年までに聖ヨハネ勲章ナイト・オブ・グレースを授与された。
長い闘病生活を経て、1898年10月13日にプラス・ネーウィズで死去、スランエドウェンで埋葬された。息子ヘンリー・シリルが爵位を継承した。

## 家族
1858年8月24日、エリザベス・ノーマン（Elizabeth Norman、1841年ごろ – 1873年11月5日、ジョセフ・ノーマンの娘）と結婚したが、2人の間に子供はいなかった。
1874年2月2日、パリのイギリス大使館でブランシュ・メアリー・ボイド（Blanche Mary Boyd、1877年8月14日没、ジョン・クリスチャン・カーウェン・ボイドの娘）と再婚、1男をもうけた。
- ヘンリー・シリル（英語版）（1875年6月15日 – 1905年3月14日） - 第5代アングルシー侯爵[1]

1880年6月26日、パリのイギリス大使館でメアリー・リヴィンストン・ウッドハウス（Mary Livingstone Wodehouse、1931年5月没、ジョン・ペンドルトン・キング閣下の娘、ヘンリー・ウッドハウス閣下の未亡人）と再婚したが、2人の間に子供はいなかった。